# Vera Vitali
Anna Vera Vitali, född 3 oktober 1981 i Kungsholms församling, Stockholms län, är en svensk skådespelare och dramatiker.

## Biografi
Vera Vitali är uppvuxen i Stockholm och föddes in i en filmfamilj, där hon som barn bland annat kunde följa inspelningen i London av Stanley Kubricks sista filmer, som Full Metal Jacket, då hennes far skådespelaren Leon Vitali arbetade i England som Kubricks speciella personliga produktionsassistent och som skådespelare i flera av Kubricks senare filmer, och hennes mor, Kersti Vitali, har verkat som kostymör för en rad stora svenska filmer, musikaler och teaterproduktioner. Även hennes bror, Max Vitali, arbetar som skådespelare.
Med sin bakgrund tvekade hon länge om hon också skulle söka sig till denna värld, men i 24-årsåldern gick hon en utbildning vid Stockholms Elementära Teaterskola och även teaterskola i New York. Efter det medverkade hon i sverigepremiären av Bertolt Brechts ofullbordade pjäs Bageriet (2007) på Orionteatern i regi av hennes nuvarande styvfar Lars Rudolfsson och gjorde ett framträdande som stand-up komiker på Riksteaterns scen på Arvikafestivalen 2008. Samarbetet med Riksteatern fördjupades då hon 2009 skrev en egen komisk monologpjäs Vilja vara Vera Vitali, som hon spelade på turné i dubbelprogram med en föreställning av Nour El Refai.
År 2008 filmdebuterade Vitali i Ruben Östlunds De ofrivilliga och hon har sedan medverkat i ett flertal filmer och tv-produktioner, däribland Amir Chamdins Hela havet stormar (2009) och Cornelis (2010), Johan Klings Puss (2010) och Människor helt utan betydelse (av Gustaf Skarsgård efter Klings bok; 2011) och huvudrollen i Fijona Jonuzis prisbelönta kortfilm Girl (2011). Genombrottet kom dock med huvudrollen i SVT:s miniserie Hinsehäxan (2012) där hon spelade Lillemor Östlin. Hon spelar också polisen Sara Svenhagen i SVT:s stora serie-satsning om Jan Arnalds A-gruppen 2012. Mellan 2017 och 2022 spelade Vitali en av huvudrollerna i SVT:s dramaserie Bonusfamiljen.

## Filmografi
- 2005 – Festmetoden (kortfilm)
- 2006 – Lilla vi (tar stor plats) (TV-serie)
- 2008 – De ofrivilliga
- 2008 – Livet i Fagervik (TV-serie)
- 2009 – Hela havet stormar (kortfilm)
- 2010 – Puss
- 2010 – Cornelis
- 2010 – + (plus) (kortfilm)
- 2011 – Soffan (kortfilm)
- 2011 – Människor helt utan betydelse (TV-film)
- 2011 – In (kortfilm)
- 2011 – Girl (kortfilm)
- 2012 – Hinsehäxan (miniserie)
- 2012 – Arne Dahl: Upp till toppen av berget
- 2012 – Arne Dahl: De största vatten
- 2012 – Arne Dahl: Europa Blues
- 2013 – Monica Z
- 2013 – Farliga drömmar
- 2013 – Rum 301
- 2014 – Min så kallade pappa
- 2014 – Ettor och nollor (TV-serie)
- 2014 – Blind
- 2015 – Det vita folket
- 2016 – Brimstone
- 2017–2022 – Bonusfamiljen (TV-serie)
- 2018 – Los Bando
- 2018 – X & Y
- 2018 – Ingen utan skuld (TV-serie)
- 2019 – Britt-Marie var här
- 2020 – White wall (TV-serie)
- 2020 – Orca
- 2022 – Länge leve bonusfamiljen
- 2024 – Ronja Rövardotter (TV-serie)
- kent - Utan dina andetag (musikvideo), 2025.